# Kotowo (Grodzewo)
Kotowo – osada w Polsce położona w województwie wielkopolskim, w powiecie śremskim, w gminie Śrem, nad Wartą. W latach 1975–1998 miejscowość administracyjnie należała do województwa poznańskiego.
Na łęgach nadwarciańskich przy wsi znajdują się 4 dęby szypułkowe o obwodach 750, 620, 540 i 430 cm będące pomnikami przyrody. Niedaleko osady znajduje się też pole biwakowe i ruina „Białego Gościńca” – starej karczmy przy dawnej przeprawie promowej przez Wartę. W pobliżu leśniczówki położona jest Łysa Góra (106 m n.p.m.) z wieżą przeciwpożarową. Kilkadziesiąt metrów od pola biwakowego znajduje się krzyż przydrożny.